# Calyptocephalella
Calyptocephalella es un género de anfibio anuro perteneciente a la familia Calyptocephalellidae. Es endémico de la región austral de América del Sur. Está compuesto por algunas especies extintas que vivieron desde el Cretácico superior hasta el Mioceno temprano en la Patagonia Argentina, y una única especie viviente, la que habita en el centro-sur de Chile.

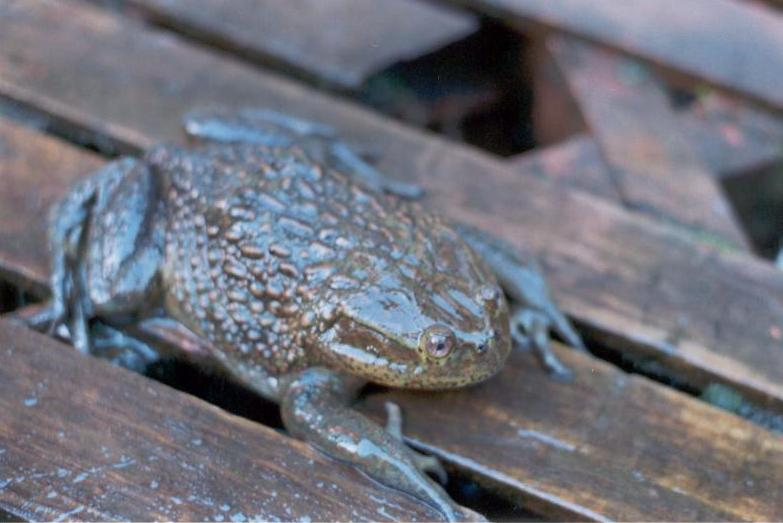
Rana chilena (Calyptocephalella gayi).

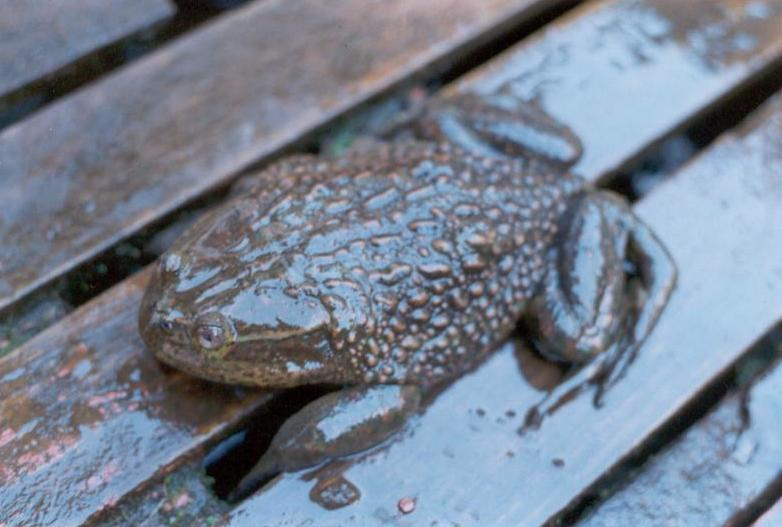
Rana chilena (Calyptocephalella gayi).

## Taxonomía
A partir del año 2006, estudios basados en secuencias de ADN mitocondrial, produjeron un reordenamiento taxonómico importante, relacionando a Calyptocephalella con Myobatrachidae, un clado de anfibios anuros endémico de Australia, Nueva Guinea y la isla de Tasmania. Secundariamente, también se lo situó en una posición basal con respecto al grupo sintético Neobatrachia, aunque en rigor, su ubicación filógenética aún no queda establecida con claridad.  

### Cladística
Calyptocephalella junto con Telmatobufo forman el clado de anfibios anuros endémico de la Argentina y Chile: Calyptocephalellidae, inicialmente denominado Batrachophrynidae.

## Distribución y hábitat
Los taxón extintos habitaron en el centro y norte de la Patagonia argentina, en el cretácico superior de Río Negro —formación «Los Alamitos»—, y desde el Oligoceno tardío hasta el Mioceno temprano en varias localidades del este de Chubut, en ambientes húmedos forestales, cursos de agua de los bosque de Nothofagus próximos al océano Atlántico. Su distribución podría haber incluido también a la península Antártica durante el Paleoceno y el Eoceno.
El taxón viviente se distribuye en gran parte de la depresión intermedia del centro de Chile, y parte del sector costero del océano Pacífico, entre el nivel del mar y los 1200 m s. n. m., desde Coquimbo hasta Puerto Montt y, posiblemente, también habite en el extremo centro oeste de la Argentina, en estanques profundos y embalses. Intentos de diseminar otras colonias de la especie en la Argentina al parecer no han prosperado. Por las circunstancias paleontológicas referidas, la única especie existente de este género es considerada un fósil viviente.

## Especies
El género Calyptocephalella está integrado por una única especie viviente, y entre 1 a 3 especies extintas desde el Mioceno temprano:
- Calyptocephalella gayi (Duméril & Bibron, 1841) (Rana chilena)
- Calyptocephalella canqueli Schaeffer, 1949
- Calyptocephalella parodii Casamiquela, 1958
- Calyptocephalella casamayorensis Schaeffer, 1949
- Calyptocephalella pichileufensis Gómez et al., 2011